# Panathīnaïkos Athlītikos Omilos 1970-1971
Questa voce raccoglie le informazioni riguardanti il Panathīnaïkos Athlītikos Omilos nelle competizioni ufficiali della stagione 1970-1971.

## Stagione
Presentatosi ai nastri di partenza della stagione con Ferenc Puskás alla guida tecnica, in campionato il Panathinaikos si piazzò al terzo posto, mancando per un punto la qualificazione alla neocostituita Coppa UEFA. In Coppa dei Campioni il Panathinaikos arrivò agevolmente ai quarti di finale, grazie a delle ampie vittorie in casa contro Jeuness d'Esch e Slovan Bratislava. Opposti all'Everton, i Tryfilli ottennero l'accesso alla semifinale difendendo nella gara di ritorno ad Atene l'1-1 ottenuto al Goodison Park. Nel turno successivo la squadra incontrò la Stella Rossa, che nella gara di andata a Belgrado prevalse con una netta vittoria (4-1): malgrado il pesante svantaggio i Tryfilli compirono, nel ritorno, una rimonta che permetterà loro di accedere alla finale grazie alla regola dei gol fuori casa.
L'ultimo atto della massima competizione europea vide i Tryfilli opposti all'Ajax: passato subito in svantaggio a causa di un gol di van Dijk, il Panathinaikos subirà il dominio degli avversari che nel finale di partita arrotondarono il risultato con un gol di Arie Haan. Al termine della stagione il Panathinaikos subì l'eliminazione ai quarti di finale di Coppa di Grecia per mano del PAOK.

## Maglie e sponsor

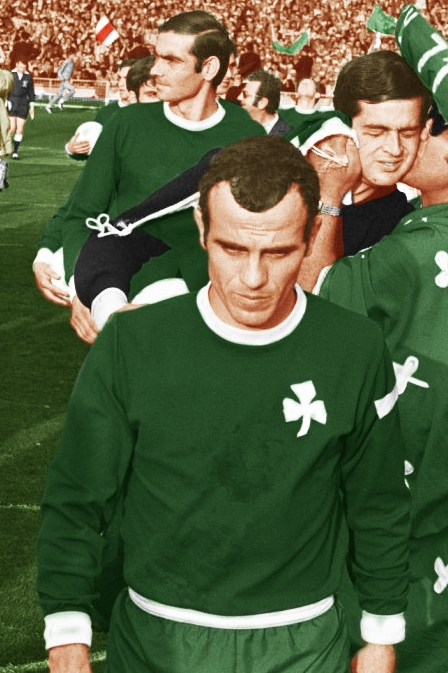
Dīmītrīs Domazos, capitano della squadra e capocannoniere del campionato con 20 reti. Dietro di lui, il portiere Takis Ikonomopoulos e Antōnīs Antōniadīs (quest'ultimo laureatosi capocannoniere della Coppa dei Campioni con 10 reti).

Le divise sono interamente verdi, anche se talvolta vengono utilizzati dei calzoncini bianchi. Sulla maglia, caratterizzata dalla presenza del trifoglio bianco sul petto, vengono aggiunti degli inserti bianchi sui bordi delle maniche e sul girocollo.
| Manica sinistra · Manica sinistra · Maglietta · Maglietta · Manica destra · Manica destra · Pantaloncini · Calzettoni · Calzettoni | Manica sinistra · Manica sinistra · Maglietta · Maglietta · Manica destra · Manica destra · Pantaloncini · Calzettoni · Calzettoni |

## Rosa
| N. |                   | Ruolo | Calciatore                  |
| -- | ----------------- | ----- | --------------------------- |
|    | Grecia (bandiera) | P     | Takis Ikonomopoulos         |
|    | Grecia (bandiera) | P     | Vasilīs Kōnstantinou        |
|    | Grecia (bandiera) | P     | Petros Panopoulos           |
|    | Grecia (bandiera) | D     | Yianis Tomaras              |
|    | Grecia (bandiera) | D     | Anthimos Kapsīs             |
|    | Grecia (bandiera) | D     | Fragkiskos Sourpīs          |
|    | Grecia (bandiera) | D     | Giorgios Vlachos            |
|    | Grecia (bandiera) | D     | Giorgos Delijiannis         |
|    | Grecia (bandiera) | D     | Victor Mitropoulos          |
|    | Grecia (bandiera) | D     | Giorgos Gonios              |
|    | Grecia (bandiera) | D     | Kōstas Athanasopoulos       |
|    | Grecia (bandiera) | C     | Dīmītrīs Domazos (capitano) |

| N. |                   | Ruolo | Calciatore           |
| -- | ----------------- | ----- | -------------------- |
|    | Grecia (bandiera) | C     | Aristidis Kamaras    |
|    | Grecia (bandiera) | C     | Kostas Eleftherakis  |
|    | Grecia (bandiera) | C     | Mītsos Dīmītriou     |
|    | Grecia (bandiera) | C     | Giorgos Hatziandreou |
|    | Grecia (bandiera) | A     | Antōnīs Antōniadīs   |
|    | Grecia (bandiera) | A     | Charīs Grammos       |
|    | Grecia (bandiera) | A     | Totis Filakouris     |
|    | Grecia (bandiera) | A     | Demetri Kalligeris   |
|    | Grecia (bandiera) | A     | Takis Papadimitriou  |
|    | Grecia (bandiera) | A     | Kosmas Melitas       |
|    | Grecia (bandiera) |       | Gerakis              |

## Calciomercato
| Acquisti | Acquisti           | Acquisti | Acquisti |
| R.       | Nome               | da       | Modalità |
| -------- | ------------------ | -------- | -------- |
|          | Gerakis            |          |          |
| A        | Demetri Kalligeris |          |          |

| Cessioni | Cessioni        | Cessioni       | Cessioni |
| R.       | Nome            | a              | Modalità |
| -------- | --------------- | -------------- | -------- |
|          | Chantzos        | Fostiras       |          |
|          | Fratzis         |                |          |
|          | Kalaitzidis     | Arīs Salonicco |          |
| C        | Giorgos Rokidis |                |          |

## Risultati

### Coppa di Grecia
| Secondo turno | Kalamata | 0 – 6 | Panathīnaïkos |  |

| Terzo turno | Panathīnaïkos | 3 – 0 | Pannafpliakos |  |

| Quarti di finale | PAOK | 3 – 2 | Panathīnaïkos |  |

### Coppa dei Campioni
| Esch-sur-Alzette 16 settembre 1970 Sedicesimi di finale - Andata               | Jeunesse Esch | 1 – 2 referto                  | Panathīnaïkos | La Frontière |
| \| \| \| \| \| Di Genova 11’ \| Marcatori \| 5’ Antoniadis 36’ Eleftherakis \| |               |                                |               |              |
|                                                                                |               |                                |               |              |
| Di Genova 11’                                                                  | Marcatori     | 5’ Antoniadis 36’ Eleftherakis |               |              |

| Arbitro: | Lentini |

|                                                |           |  |
| Eleftherakis 17’ Antoniadis 27’, 30’, 37’, 58’ | Marcatori |  |

| Arbitro: | Barbulescu |

|                                            |           |  |
| Domazos 31’ Antoniadis 55’ Delijiannis 88’ | Marcatori |  |

| Bratislava 4 novembre 1970 Ottavi di finale - Ritorno                    | Slovan CHZJD Bratislava | 2 – 1 referto  | Panathīnaïkos | Tehelné Pol |
| \| \| \| \| \| Medviď 31’ Čapkovič 58’ \| Marcatori \| 52’ Antoniadis \| |                         |                |               |             |
|                                                                          |                         |                |               |             |
| Medviď 31’ Čapkovič 58’                                                  | Marcatori               | 52’ Antoniadis |               |             |

| Liverpool 9 marzo 1971 Quarti di finale - Andata             | Everton   | 1 – 1 referto  | Panathīnaïkos | Goodison Park |
| \| \| \| \| \| Johnson 90’ \| Marcatori \| 81’ Antoniadis \| |           |                |               |               |
|                                                              |           |                |               |               |
| Johnson 90’                                                  | Marcatori | 81’ Antoniadis |               |               |

| Atene 24 marzo 1971 Quarti di finale - Ritorno | Panathīnaïkos | 0 – 0 referto | Everton | Apostolos Nikolaidis\| Arbitro: \| Heliès \| |
| Arbitro:                                       | Heliès        |               |         |                                              |

| Belgrado 14 aprile 1971 Semifinale - Andata                                      | Stella Rossa | 4 – 1 referto | Panathīnaïkos | Stadio Stella Rossa (100 000 spett.) |
| \| \| \| \| \| Ostojić 15’, 46’, 70’ Janković 39’ \| Marcatori \| 55’ Kamaras \| |              |               |               |                                      |
|                                                                                  |              |               |               |                                      |
| Ostojić 15’, 46’, 70’ Janković 39’                                               | Marcatori    | 55’ Kamaras   |               |                                      |

| Arbitro: | Ortiz de Mendibil |

|                                |           |  |
| Antoniadis 1’, 54’ Kamaras 65’ | Marcatori |  |

| Arbitro: | Taylor |

|                     |           |  |
| v. Dijk 5’ Haan 87’ | Marcatori |  |

## Statistiche

### Statistiche di squadra
| Competizione       | Punti | Totale | Totale | Totale | Totale | Totale | Totale | DR  |
| Competizione       | Punti | G      | V      | N      | P      | Gf     | Gs     | DR  |
| ------------------ | ----- | ------ | ------ | ------ | ------ | ------ | ------ | --- |
| Alpha Ethniki      | 82    | 34     | 19     | 10     | 5      | 62     | 26     | +36 |
| Coppa di Grecia    | -     | 3      | 2      | 0      | 1      | 11     | 3      | +8  |
| Coppa dei Campioni | -     | 9      | 4      | 1      | 3      | 16     | 10     | +6  |
| Totale             |       | 46     | 30     | 14     | 7      | 89     | 39     | +50 |

### Statistiche dei giocatori
| Giocatore         | Alpha Ethniki | Alpha Ethniki | Alpha Ethniki | Alpha Ethniki | Coppa di Grecia | Coppa di Grecia | Coppa di Grecia | Coppa di Grecia | Coppa dei Campioni | Coppa dei Campioni | Coppa dei Campioni | Coppa dei Campioni | Totale   | Totale | Totale      | Totale     |
| Giocatore         | Presenze      | Reti          | Ammonizioni   | Espulsioni    | Presenze        | Reti            | Ammonizioni     | Espulsioni      | Presenze           | Reti               | Ammonizioni        | Espulsioni         | Presenze | Reti   | Ammonizioni | Espulsioni |
| ----------------- | ------------- | ------------- | ------------- | ------------- | --------------- | --------------- | --------------- | --------------- | ------------------ | ------------------ | ------------------ | ------------------ | -------- | ------ | ----------- | ---------- |
| A. Antoniadis     | 26            | 14            | ?             | ?             | ?               | ?               | ?               | ?               | 9                  | 10                 | ?                  | ?                  | 35+      | 24+    | ?           | ?          |
| K. Athanasopoulos | 9             | 0             | ?             | ?             | ?               | ?               | ?               | ?               | 2                  | 0                  | ?                  | ?                  | 11+      | 0+     | ?           | ?          |
| G. Delijiannis    | 16            | 0             | ?             | ?             | ?               | ?               | ?               | ?               | 3                  | 1                  | ?                  | ?                  | 19+      | 1+     | ?           | ?          |
| M. Dimitriou      | 3             | 0             | ?             | ?             | ?               | ?               | ?               | ?               | 0                  | 0                  | 0                  | 0                  | 3+       | 0+     | 0+          | 0+         |
| M. Domazos        | 32            | 20            | ?             | ?             | 1+              | 1+              | ?               | ?               | 9                  | 1                  | ?                  | ?                  | 42+      | 22+    | ?           | ?          |
| K. Eftherakis     | 33            | 11            | ?             | ?             | ?               | ?               | ?               | ?               | 7                  | 2                  | ?                  | ?                  | 40+      | 13+    | ?           | ?          |
| T. Filakouris     | 34            | 4             | ?             | ?             | ?               | ?               | ?               | ?               | 9                  | 0                  | ?                  | ?                  | 43+      | 4+     | ?           | ?          |
| Gerakis           | 2             | 0             | ?             | ?             | ?               | ?               | ?               | ?               | 0                  | 0                  | 0                  | 0                  | 2+       | 0+     | 0+          | 0+         |
| G. Gonios         | 12            | 1             | ?             | ?             | ?               | ?               | ?               | ?               | 1                  | 0                  | ?                  | ?                  | 13+      | 1+     | ?           | ?          |
| H. Grammos        | 27            | 2             | ?             | ?             | ?               | ?               | ?               | ?               | 9                  | 0                  | ?                  | ?                  | 36+      | 2+     | ?           | ?          |
| G. Hatziandreou   | 5             | 2             | ?             | ?             | ?               | ?               | ?               | ?               | 1                  | ?                  | ?                  | ?                  | 6+       | 2+     | ?           | ?          |
| T. Ikonomopoulos  | 26            | -?            | ?             | ?             | ?               | -?              | ?               | ?               | 8                  | -10                | ?                  | ?                  | 34+      | -10+   | ?           | ?          |
| D. Kaligeris      | 26            | 0             | ?             | ?             | ?               | ?               | ?               | ?               | 5                  | ?                  | ?                  | ?                  | 31+      | 0+     | ?           | ?          |
| A. Kamaras        | 32            | 4             | ?             | ?             | ?               | ?               | ?               | ?               | 9                  | 2                  | ?                  | ?                  | 41+      | 6+     | ?           | ?          |
| A. Kapsis         | 17            | 0             | ?             | ?             | ?               | ?               | ?               | ?               | 6                  | 2                  | ?                  | ?                  | 23+      | 2+     | ?           | ?          |
| V. Kostantinou    | 9             | -?            | ?             | ?             | ?               | -?              | ?               | ?               | 2                  | -0                 | ?                  | ?                  | 11+      | -0+    | ?           | ?          |
| V. Mitropoulos    | 11            | 0             | ?             | ?             | ?               | ?               | ?               | ?               | 2                  | ?                  | ?                  | ?                  | 13+      | 0+     | ?           | ?          |
| P. Panopoulos     | 2             | -?            | ?             | ?             | ?               | ?               | ?               | ?               | 0                  | 0                  | 0                  | 0                  | 2+       | 0+     | 0+          | 0+         |
| F. Sourpis        | 31            | 0             | ?             | ?             | ?               | ?               | ?               | ?               | 9                  | 0                  | ?                  | ?                  | 40+      | 0+     | ?           | ?          |
| Y. Tomaras        | 28            | 0             | ?             | ?             | 1+              | 1+              | ?               | ?               | 9                  | 0                  | ?                  | ?                  | 38+      | 1+     | ?           | ?          |
| G. Vlachos        | 33            | 3             | ?             | ?             | ?               | ?               | ?               | ?               | 9                  | 0                  | ?                  | ?                  | 42+      | 3+     | ?           | ?          |